# Tubeway Army
Tubeway Army fue una banda de punk, new wave y synth pop inglesa formada en Londres a finales de los años setenta, que se recuerda por haber sido el grupo musical liderado por Gary Numan, y donde él inició su carrera musical. A pesar de su corta duración (1976-1979), sentó las bases de la luego carrera solista de Numan.

## Origen
Gary Webb (nombre real de Gary Numan antes de alcanzar la fama) tenía distintos y simples trabajos y vivía en la casa de sus padres. Al mismo tiempo lideraba la banda Mean Street, cuya canción "Bunch of Stiffs" había sido grabada para un compilado en vivo llamado "Live At The Vortex" (que se vende actualmente en formato CD); era la época punk y Webb era un joven londinense de 19 años. Al dejar esta banda, audicionó para una banda llamada The Lasers, adonde ingresa y conoce al bajista Paul Gardiner. Luego, al lado de este, abandona la banda y forma Tubeway Army, junto con su tío Jess Lidyard a la batería.

## Éxito
Ambicioso por la fama y el reconocimiento, Webb y su banda daban diferentes conciertos en la escena punk londinense; otro suceso importante sería firmar con el sello independiente Beggars Banquet; por ese entonces cada miembro del trío se identificaba en el mundo musical con otros nombres: Webb se denominaría Valerian, Gardiner sería Scarlett y Lidyard sería Rael. Así, para la primera mitad del año 1978 Tubeway Army sacaría 2 sencillos de estilo punk: "That's Too Bad"/"Oh! Didn't I Say" y "Bombers"/"Blue Eyes"/"OD Receiver", los cuales fallaron en ser clasificados en el chart.
El 14 de noviembre de 1978 sale a los mercados el álbum debut homónimo de la banda, el cual estaba basado en guitarra, bajo y batería y, en algo, al sintetizador, que fue usado en un modelo Minimoog; el disco, de tapa azulada en la primera edición y luego blanca con el dibujo del rostro de Numan en 1979; también tuvo estilos diferentes, como el hard rock, new wave y punk rock. El LP llegó al puesto 14 del chart británico de los álbumes. Recientemente Webb ya había adoptado el nombre de Gary Numan. Pero por ese tiempo Tubeway Army había decidido no hacer más conciertos debido a la ola de violencia en los conciertos de punk en Londres (y también del resto de Inglaterra).
A comienzos de 1979, Tubeway Army entró a los estudios de grabación, ya con fines de grabar lo que sería el primer álbum hecho a base de mucho uso de sintetizador: Replicas. De este período se sacarían dos sencillos: "Down In The Park", que no llegó a tan buen lugar en los puestos del ranking, y "Are “Friends” Electric?", el cual si lo hizo. Para este último sencillo, también la banda se promocionó con una aparición en el Old Grey Whistle Test y Top of the Pops. "Are Friends Electric?" ocupó el puesto 1 en Gran Bretaña por 4 semanas; también el álbum logró puestos altos. Para las dichas apariciones en televisión, Numan contactó con músicos adicionales para integrar la banda, como Billy Currie de Ultravox - grupo por el que Numan sentía gran admiración e influencia en su carrera -, Chris Payne, Ced Sharpley del grupo de rock progresivo Druid y Trevor Grant.

## Transformación en carrera solista
De repente, Numan quitó el nombre de "Tubeway Army" de la identificación de sus trabajos, y colocó su propio nombre artístico desde su primer álbum solista "The Pleasure Principle" y sencillos de esa época en 1979. 
Gardiner continuó trabajando con Numan hasta 1981 y falleció en Northolt, Middlesex de sobredosis de heroína en 1984; Lidyard sólo participó en algunas canciones del álbum "Dance" de Numan y luego se alejó de este. Billy Currie continuó trabajando con Numan hasta el tour de su primer álbum solista, y luego también se alejó para continuar con Ultravox y Visage; Sharpley y Payne colaborarían con Visage en la canción "Fade To Grey", y este último se adicionaría al grupo para el álbum "Beat Boy" de 1984.
Cedric Sharpley falleció en marzo de 2012 tras sufrir un infarto al corazón.

## Discografía

### Álbumes
- Tubeway Army (1978)
- Replicas (1979)

### Sencillos
- "That's Too Bad"/"Oh! Didn't I Say" (1978)
- "Bombers"/"Blue Eyes"/"OD Receiver" (1978)
- "Down In The Park" (1979)
- "Are Friends Electric?" (1979)

### Compilatorios
- The Plan (1984)
- Exposure (2002)